# Tarsalgus
Tarsalgus is een geslacht van kevers uit de familie  
kniptorren (Elateridae).
Het geslacht is voor het eerst wetenschappelijk beschreven in 1882 door Candèze.

## Soorten
Het geslacht omvat de volgende soorten:
- Tarsalgus granifer Schwarz
- Tarsalgus mechowi Candèze, 1882
- Tarsalgus pectinicornis Schwarz
- Tarsalgus schneideri Schwarz, 1906
- Tarsalgus thysi Candèze, 1889
- Tarsalgus tibialis (Harold, 1878)
- Tarsalgus zanzibaricus Fleutiaux